# ژان گناگو
ژان گناگو (انگلیسی: Jeanne Gnago؛ زادهٔ ۱۴ اوت ۱۹۸۴) بازیکن فوتبال اهل ساحل عاج است.
وی همچنین در تیم ملی فوتبال زنان ساحل عاج بازی کرده‌است.